# Serbokroatisk Wikipedia
Serbokroatisk Wikipedia (serbokroatisk: Srpskohrvatska Wikipedia / Hrvatskosrpska Wikipedija, tr. Serbokroatisk Wikipedia / Kroatisk-Serbisk Wikipedia ; dansk: den serbokroatisksprogede Wikipedia) er den serbokroatisksprogede  version af det verdensomspændende encyklopædi-projekt Wikipedia. Den serbokroatisksprogede wikipedia blev lanceret i 2002, men på grund af manglende aktivitet, blev udgaven stillet i bero indtil 2005. Der er også udgaver af Wikipedia på kroatisk (225.713 artikler), serbisk (704.697 artikler) og bosnisk (94.638 artikler). I november 2016 er den serbokroatisksprogede wikipedia den 21. største udgave af Wikipedia.
Pr. fredag den 28. marts 2025 har den serbokroatisksprogede Wikipedia 460.530 artikler, 493 aktive bidragydere og 8 administratorer.

## Milepæle
- 7. oktober 2005 - 1000 artikler.
- 22. juli 2006 - 5.000 artikler
- 10 april 2007 - 10.000 artikler
- 4. november 2008 - 20.000 artikler
- 8. november 2011 - 50.000 artikler
- 4. juli 2012 - 60.000 artikler
- 23. december 2012 - 75.000 artikler
- 20. april 2013 - 80.000 artikler
- 25. januar 2014 - 100.000 artikler
- 27. juli 2014 - 200.000 artikler
- 22. marts 2015 - 300.000 artikler
- 20. juni 2015 - 400.000 artikler